# 47171 Lempo

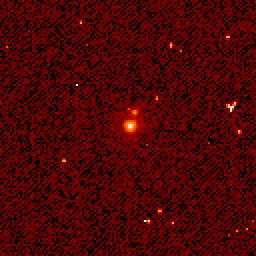
Ảnh chụp 47171 Lempo, là một hệ đôi.

47171 Lempo /ˈlɛmpoʊ/, chỉ định tạm thời 1999 TC36 là một thiên thể ngoài sao Hải Vương (TNO) và hệ thống 3 sao ở vành đai Kuiper, nằm ở vùng ngoài cùng của hệ Mặt Trời. Nó được các nhà thiên văn học người Mỹ Eric Rubenstein và Louis-Gregory Strolger phát hiện vào ngày 1 tháng 10 năm 1999, trong một lần quan sát tại Đài quan sát quốc gia Kitt Peak ở Arizona, Hoa Kỳ. Rubenstein đã tìm kiếm những hình ảnh được chụp bởi Strolger như một phần của chương trình Tìm kiếm siêu tân tinh Low-Z. Nó được phân loại là một plutino với cộng hưởng chuyển động trung bình 2: 3 với Sao Hải Vương, và, hiện chỉ cách Mặt trời 30,5 AU, là một trong những TNO sáng hơn cả. Nó đạt tởi điểm perihelion vào tháng 7 năm 2015. Hành tinh nhỏ này được đặt theo tênLempo từ thần thoại Phần Lan.
Hai thành phần khác của hệ thống 3 sao này, Paha /ˈpɑːhɑː/ và Hiisi /ˈhiːsi/, được phát hiện vào năm 2001 và 2007, tương ứng, và sau này được đặt tên theo hai quỷ đi kèm Lempo, tên Paha và Hiisi.

## Tính chất vật lý
Các quan sát kết hợp của Kính viễn vọng Không gian Spitzer hồng ngoại, Kính viễn vọng Không gian Herschel  và Kính viễn vọng Không gian Hubble (HST) cho phép ước tính kích thước của các thành phần của hệ thống và do đó cung cấp phạm vi giá trị có thể cho các vật thể mật độ khối. Đường kính thân đơn (kích thước hệ thống hiệu quả) của Lempo hiện được ước tính là 3931+252
−268 km.